# 缅甸政治
缅甸是一个军事独裁下的名义上联邦制实质单一制议会共和制国家。第二次世界大戰後及冷戰時期，緬甸由吳奈溫將軍一直專政。1990年12月，人民议会选举出来的代表们组成了一个以恢复缅甸的民主制度为主要任务的缅甸联邦国家联合政府。该政府為流亡政府，由昂山温所帶领。缅甸联邦国家联合政府实际上只拥有相當有限之权力，且被当时的緬甸軍政府宣布为非法组织。
2011年2月以前，缅甸軍政府的領導人為丹瑞，他同时是国家和平与发展委员会的主席，是緬甸的獨裁者。丹瑞拥有所有的決策權，包括任命及解除部长和内阁成员的权力，以及處理緬甸在国际政治上的權力。
缅甸的前总理钦纽在2004年10月19日被梭温替代，后者被視為丹瑞的親信，而梭温又因健康因素，於2007年5月卸职赴新加坡治疗，由国家和平与发展委员会秘书长登盛出任总理。
2015年11月8日，缅甸自1990年以来首次举行公开选举，昂山素季所领导的全国民主联盟（National League for Democracy）在选举中获胜并领导政府，全国民主联盟的获胜具有里程碑式的意义，是缅甸政府由军政府制度向民主政治制度转变的转折点。但值得注意的是，昂山素季本人被宪法禁止出任缅甸总统，因此在全国民主联盟获胜后，新增了类似缅甸总理的国务资政职务，由昂山素季担任，其成为实际意义上的缅甸领导人。
2021年2月1日，缅甸国防军发动军事政变夺取政权，引发持续的反军事政变示威活动。

## 政党
缅甸的主要政党包括全国民主联盟和掸族民主联盟，不过他们的活动大都被政府所约束。其他还存在着一些代表少数民族利益的政党。緬甸民族團結黨代表军队，乃由一个名为緬甸聯邦鞏固和發展協會的组织所支持。根据包括人权观察和国际特赦组织在内的一些组织的报告，缅甸有着非常严重的人权问题。例如，在缅甸没有独立的司法部门，也不允許有與军政府不同的政治意见。政府並管制網際網路，封鎖與軍政府言論相左的網頁，其中包括大多数反对党和民主党派的网页。
1988年缅甸军武装镇压了人民對於经济不振和政治迫害不滿的抗议活动。1988年8月8日，军队朝游行示威者开火，该事件被称为8888暴动。1988年的抗议活动为1990年的人民议会选举铺了路，然而这次选举结果随后被军政府宣布无效。在此次近30年来的首次选举中，由昂山素姬所领导的全國民主聯盟以超过60%的选票赢得了超过80%的国会席位。但是，昂山素姬卻在選舉後遭到軍政府的長達六年的軟禁，並數次入獄，其後仍被軟禁。昂山素姬因身為缅甸的民主推動者獲得了国际的赞誉，在1991年更獲得了诺贝尔和平奖，但自1990年的選舉至今，昂山素姬仍多次前後被政府軟禁，軍政府對於她人身的控制與監視一直沒有停止過，現今她依然被軟禁中。尽管當時的聯合國秘書長科菲·安南曾向丹瑞请求釋放昂山素姬，以及有来自东南亚国家联盟的压力，在2006年5月27日缅甸军政府仍再延长了对昂山素姬一年的软禁。虽然该政府正面临着国际上的孤立局面，他们仍旧宣称此為1975年国家保护法案授予的权力，即理论上政府有关押任何人的权力。缅甸的问题首次被联合国安理会提及是在2005年12月召开的一次非正式研讨会上。东南亚国家联盟在对缅甸政府表示失望之餘，成立了东南亚国家联盟内部国会缅甸核心小组会议之外，尚陈述了缅甸缺乏民主的问题。
2010年，緬甸舉行全國大選，包括選出緬甸國會的成員。2011年2月，緬甸國會選出聯邦鞏固與發展黨的登盛為新任緬甸總統。目前的缅甸最高领导人为缅甸国家管理委员会主席、缅甸总理兼任代理总统敏昂莱。

## 要求民主化的浪潮
雖然長久以來皆由軍政府掌權，緬甸曾在1990年舉行過一次民主選舉，然此次的選舉結果旋即被軍政府宣告無效，但緬甸國內仍陸續有零星要求民主的示威遊行發生。1988年緬甸曾爆發大規模要求民主的抗議活動，緬甸軍政府血腥鎮壓，造成約3000人死亡。
1988年，緬甸國父翁山之女翁山蘇姬，剛從英國完成學業返國，目睹了民主示威蔓延全國的情況，為了調解軍政府和示威人士介入政治事件，她投入民主運動，並於1988年9月24日成立了全國民主聯盟政黨，翁山蘇姬被緬甸人民視為民主運動的精神領袖，在1989年7月20日起，遭到軍政府軟禁6年。雖然她組織的反對黨，在1990年全國選舉中贏得勝利，但卻無法掌權。至1995年7月10日獲釋後，活動範圍僅被限制在仰光。翁山蘇姬在軟禁期間，曾在1991年獲頒諾貝爾和平獎，為了緬甸的民主奮鬥，她不肯離開緬甸，甚至連丈夫在英國去世，也沒見到最後一面。
2000年8月，翁山蘇姬不顧軍政府禁令，率領10多名支持者，出席「全國民主聯盟」會議，和軍警對峙3天後再次遭到軟禁，2002年5月重獲自由，但隔年5月，翁山蘇姬在緬北的瓦城，三度遭軍政府逮捕軟禁。2007年9月，翁山蘇姬又再次被關入永森監獄。國際上一直有要求釋放翁山蘇姬的聲音，例如前聯合國秘書長安南在任時，曾向緬甸獨裁領導人請求釋放翁山蘇姬，以及東南亞國協對緬甸施加的壓力，亦有美國好萊塢影星聯合聲援翁山蘇姬。然而，緬甸軍政府對於這些聲音卻一直置之不理。
2010年，緬甸軍政府舉行全國大選，並於同年再度釋放翁山蘇姬。
2011年，緬甸國會重新召開，並選出登盛為緬甸總統。10月12日，緬甸總統頒布大赦令，開始釋放大約2千名囚犯，其中包括大約70名的政治犯。這次釋放的總人數將達到6千多人。這些政治犯是緬甸軍政權統治時期入獄的，其中包括許多記者、藝術家、宗教和民主人士。同時被釋放的還有曾經對政府持批評態度的喜劇導演扎加納。
2021年2月1日，在2020年缅甸议会选举中当选的民选议会宣誓就任前夕，国防军发动军事政变夺权，逮捕总统温敏及国务资政昂山素季等执政党官员，成立国家管理委员会重新掌权。缅甸国内爆发大规模示威活动，要求恢复文官政府。

## 网络封锁
2011年10月，缅甸宣布解除对Twitter和Facebook等外国网站的封锁。
2021年2月4日，缅甸再次禁止民众访问所有Facebook网页及旗下通讯服务，并表示这一封锁将持续至同月7日。

## 司法制度
缅甸联邦宪法法院
缅甸联邦最高法院

## 行政机构
缅甸政府行政机构